# Synchiropus goodenbeani
Synchiropus goodenbeani es una especie de peces de la familia Callionymidae en el orden de los Perciformes.

## Morfología
• Los machos pueden llegar alcanzar los 18,4 cm de longitud total y 15,7 las hembras.

## Hábitat
Es un pez de mar de clima subtropical y demersal que vive entre 47-396 m de profundidad.

## Distribución geográfica
Se encuentra en el  Atlántico occidental: Estados Unidos.

## Observaciones
Es inofensivo para los humanos.